# ヂャイアント
ヂャイアント（英：Giant）は、名古屋市熱田区に本社を置く日産自動車グループの愛知機械工業が1947年から1960年まで製造したオート三輪トラックの自社ブランド。ブランド自体の発足は1931年と古い。
オート三輪業界でもいち早い水冷エンジンの採用、丸ハンドルや水平対向エンジンの導入、ベンチシート式密閉キャビン車の市販化など、技術面で他社に先駆けた特徴を備えていたが、4輪トラック主流化の時流に乗れず、最終的に愛知機械工業は軽トラックの生産に移行した。

## 概要
「ヂャイアント」ブランドのオート三輪は、名古屋市で自動車部品販売を営んでいた中野嘉四郎が1931年に「ヂャイアントナカノモータース」を設立、スイスのMAG社（Motosacoche Acacias Genève）製の空冷単気筒500ccエンジンを搭載したオート三輪トラックとして製造を開始したのが起源である。後年1950年代までオート三輪やオートバイの零細メーカーが群生した名古屋でも早い時期のオート三輪メーカー設立であった。ブランド名はギリシャ神話に登場するキュクロープスをイメージして巨人のような力とスピードを表し、エンブレムはMAG社が用いていた巨人の顔を主体にピラミッドとスフィンクスを合わせたものを用いていた。
1936年には自社で単気筒650cc（REX-1）・V型2気筒（REX-2）の水冷エンジンの開発に成功するが、この頃になると競合メーカーとの競争も厳しくなり、中野はヂャイアント号の製造権を1937年に、大阪市に本社を置くリベットメーカーの帝国製鋲株式会社に譲渡した。帝国製鋲はヂャイアント号の設計を引き継いで生産を続行するも、太平洋戦争中は軍需のため生産を中止し、この間1942年に帝国精機産業と社名変更している。
太平洋戦争終戦後、愛知航空機株式会社（愛知機械の前身で、後に愛知起業株式会社に社名変更）は民生部門への転換手段を求めていたが、協力工場の中に帝国精機産業名古屋工場が含まれ、これが縁となってヂャイアント号オート三輪の製造販売権を譲り受ける事に成功、以降愛知起業が製造・販売を行った。愛知起業の解散と新会社の発足を経て、愛知機械となってからも生産が継続された。当初生産車はナカノモータース時代の古いREX系の設計を引き継いでいたものの、引き続き水冷エンジンを採用し続けて「オーバーヒートに強い」長所をアピールした。
1950年代に入ると技術展開を拡大し、1951年には、1.2Lの水冷水平対向4気筒・42PSエンジンを床下搭載した、横3人掛け・丸ハンドルの2個ヘッドライト密閉キャビン付モデル「AA7コンドル」を発表。この時代のオート三輪は一般に前面の風防ガラス・パネルがあれば上等で、オートバイ同様にエンジン上のサドルにまたがってバーハンドル操縦、エンジンは単気筒・2気筒が主流で始動はキックスターター頼り、折り畳み助手席の乗員は車外に振り落とされかねないという、乗り手に厳しい仕様が普通であった。その中で、AA7はオート三輪でありながら屋根もドアもあり、セルフスターター始動の強力なエンジンを持つ、当時の小型4輪トラックをもしのぐ豪華仕様・高スペック車であり、愛知機械の技術力が反映されていた。
以後もヂャイアントは、オート三輪業界において特に進んだ設計を採り入れ続けたが、ハイスペックなだけに製造面でも高コストなこと、業界上位のダイハツ工業・東洋工業（マツダ）・三菱（みずしま号・三菱号）が同様な新技術で追随してくると、それらに比較して販売網が強力でなかったことが足かせとなって業界上位に登ることはできず、1950年代後期に小型トラック業界でオート三輪に代わって4輪トラックが主流になってからは販売が大きく落ち込んだため、1960年に生産を打ち切った。
以下の内容については1999年に当時の従業員や株主向けに発行された冊子「愛知機械工業50年史」より引用する。

## 沿革
- 1946年12月 帝国精機産業よりヂャイアント号の製造販売権を譲り受ける。
- 1947年4月 愛知起業製初代モデル、AA1型第1号車完成。
- 1947年7月 AA1型発売。
- 1948年9月 AA2型発売。
- 1949年3月 AA3型発売。セミキャビンとなり、大型化した。
- 1949年4月 AA4型消防車発売。
- 1949年5月 愛知起業株式会社解散、代わって新愛知起業株式会社が発足。ヂャイアントの生産は新会社が引継ぐ。
- 1950年2月 AA5型幌型乗用車発売。5人乗り。続いてAA5B型セダン、ヂャイアントスター号発売。
- 1951年3月 AA8型消防車と密閉式フルキャビンのAA7型コンドル発売。AA7型コンドルは丸ハンドルを採用。
- 1951年6月 AA6型発売。キャブトラックに近いスタイルとなる。
- 1952年12月 新愛知起業、現在の社名に変更。
- 1953年　 日本通運技術研究所の指導でAA7T型機械馬車（トレーラートラック）を製作
- 1953年4月 AA10型消防車発売。
- 1954年2月 AA11型発売。
- 1954年10月 AA12型消防車発売。
- 1954年11月 AA13型発売。
- 1955年7月 AA14型トラクター・トレーラー発売。1957年12月まで生産。
- 1957年10月 AA24型スーパー4発売
- 1957年12月 AA24T型トラクター・トレーラー発売。
- 1960年9月 AA24型の生産打ち切りを以ってヂャイアント生産終了。

## ヂャイアントの輸出
1950年3月から5月にかけて沖縄（当時の琉球）に輸出を行ったのを皮切りに、台湾にも輸出を開始。1953年から本格的な輸出が始まり、韓国や中国にも輸出された。
- 輸出実績
  - 1950年　琉球向け消防車40台
  - 1952年　沖縄産業株式会社と代理店契約。AA3型105台、人員輸送車70台。
  - 1953年　韓国向け90台。
  - 1954年　韓国向け39台。
  - 1955年～1959年　台湾向け157台。
  - 1956年　中国向け24台。
  - 1960年　台湾向け31台。

## 車両生産工場
- 榎戸工場　愛知県知多郡鬼崎村（当時、現：常滑市）
  - 最初に生産を開始した工場。かつての航空機工場を使用して生産を開始した。1950年3月、熱田工場に移管を完了したが販売の好調を受けて並行生産を行い、1953年11月閉鎖。工場は売却された。

- 熱田工場　名古屋市熱田区
  - 生産台数の増加に伴い効率向上の為に生産開始。1950年3月より生産を開始したが、販売好調を受けて一時期、榎戸工場との並行生産を行った。榎戸工場閉鎖以降、車両打ち切りまでこの工場で生産された。

熱田工場でのヂャイアント生産打ち切り以降は、永徳工場の「コニー」のみの生産となった。

## 販売体制
- 当初は日本自動車など22都道府県22店で販売していたが、1950年には主要代理店が34店。1954年には38都道府県42店に拡大した。
- 愛知・岐阜両県の販売代理店を受け持っていた日本自動車名古屋支店の三輪自動車部門の業務を譲り受け、1958年3月に愛知ヂャイアント株式会社を設立した。以降、10月には福岡と札幌両支店の同部門をそれぞれ福岡ヂャイアント・北海道ヂャイアント、11月には本社の同部門を千代田ヂャイアントに改組。1959年5月には三重県津市にあった日東商事株式会社を三重ヂャイアント、山口県下関市にあった防長国産自動車株式会社を山口ヂャイアント、8月には静岡県にあった愛知機械の静岡営業所を静岡ジャイアントにして系列販売店が構築。以降もヂャイアント店は全国に拡大し続けた。

ブランド打ち切り後は店名をコニー店に逐次変更し、以降は軽自動車「コニー」の販売を行った。その後、愛知機械が日産グループ入りしたため、「日産コニー店」となり、さらに「日産チェリー店」、「パルサー販売会社」を経て、1999年（平成11年）の再編で日産・レッドステージにまとめられた。